# Philharmonisches Staatsorchester Mainz

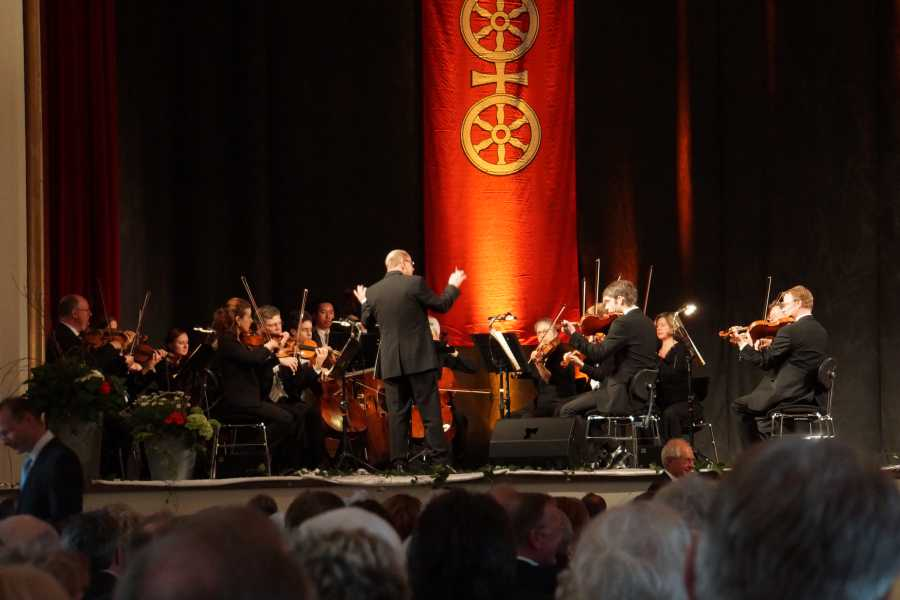
Streichergruppe des Philharmonischen Staatsorchesters Mainz bei der Einführung von Michael Ebling in das Amt des Oberbürgermeisters von Mainz.

Das Philharmonische Staatsorchester Mainz ist das Hausorchester des Staatstheaters Mainz. Neben den Musiktheater- und Ballettvorstellungen gehören Sinfonie-, Jugend- und Kammerkonzerte zum Tätigkeitsbereich. Es ist eines der fünf Sinfonieorchester des Landes Rheinland-Pfalz. Seit September 2011 ist Hermann Bäumer Chefdirigent.

## Geschichte

### 16. und 17. Jahrhundert
Unter Kurfürst Albrecht von Brandenburg, der ab 1514 in Mainz residierte, wird die Kurfürstliche Mainzer Hofkapelle erstmals erwähnt. Der erste nachweisbare Kapellmeister, Jan le Febure, nahm seine Tätigkeit am Mainzer Hof im Jahre 1601 auf. In der Folgezeit ist die musikalische Ausgestaltung zahlreicher Kaiserkrönungen belegt, wodurch die Mainzer Hofkapelle bereits früh überregional Bekanntheit erlangte. So spielte das Orchester im Jahre 1612 zur Krönung von Kaiser Matthias. Am Anfang des 18. Jahrhunderts begann Kurfürst Lothar Franz von Schönborn damit, einen weltlich orientierten Neuaufbau der Hofkapelle vorzunehmen. Dazu zählte die Erweiterung der Streicher durch Holzbläser und Hörner. Kurfürst von Schönborn war es auch, der Einstellungsurkunden in Form eines Dekrets für Hofmusiker einführte.

### 18. und 19. Jahrhundert
Für das Jahr 1777 ist bereits eine Orchesterstärke von 35 Mitgliedern belegt. Der erste ständige Theaterbau wurde in Mainz im Jahre 1760 errichtet. Kurfürst Emmerich Joseph von Breidbach zu Bürresheim gestattete hier seinen Musikern ausdrücklich die Mitwirkung bei Opernaufführungen. Damit war das Orchester nun auch Opernorchester. Nur wenige Jahre später ließ Kurfürst Emmerich Joseph das Kurfürstliche Komödienhaus an der Großen Bleiche errichten. Er bezuschusste den Spielbetrieb und stellte wiederum sein Orchester zur Verfügung. Im ersten Musikalischen Almanach von 1782 wird die Mainzer Hofkapelle inzwischen unter den hervorragendsten Deutschlands genannt. Die Oper machte sich in den folgenden Jahren vor allem mit Mozarts Werken einen Namen. So war Mozarts Don Giovanni 1789 als Erstaufführung in deutscher Sprache in Mainz zu erleben. Mozart weilte mehrfach in Mainz und gab Konzerte mit der Hofkapelle. Die Oper erlebte am Ende des 18. Jahrhunderts in Mainz eine besondere Zeit der Blüte und galt als eine der besten in ganz Deutschland. Die Stärke der Hofkapelle betrug für damalige Verhältnisse beachtliche 48 Musiker. Kurfürst Friedrich Karl Joseph von Erthal hatte das Theater inzwischen zum Nationaltheater aufgewertet. Doch schon wenige Jahre später, während des Ersten Koalitionskriegs, wurde das Komödienhaus zerstört. Der Kurfürst ordnete den Umbau seines Marstalls zum Theater an. Er sollte in den nächsten 40 Jahren als Spielstätte dienen.
Mit dem Ende des Kurfürstentums in Mainz begannen für die Musiker schwere Zeiten. Vom Orchester war nur noch ein kleiner Teil in Mainz verblieben und bildete nun unter neuer Leitung das Theaterorchester. Es war direkt von Erfolg oder Misserfolg der ständig wechselnden Theaterdirektoren abhängig. Doch bereits 1804 gründete sich die Gesellschaft „Vereinigte Musikfreunde“ und gab dem Konzertbetrieb stabile Rahmenbedingungen. Nun war man in der Lage regelmäßige Sinfoniekonzerte zu organisieren und hierfür bedeutende Musiker, wie Nicolò Paganini oder Franz Liszt, zu gewinnen.
Am 21. September 1833 hob sich im inzwischen neu gebauten Theater am Gutenbergplatz (dem heutigen Staatstheater) zum ersten Mal der Vorhang. Gespielt wurde Webers9 „Jubelouvertüre“ und Mozarts „Titus“. Die schwierige Lage des Orchesters stabilisierte sich schließlich durch die Übernahme durch die Stadt Mainz im Jahre 1876. Unter dem Dach der Stadt war man mit 45 Musikerstellen nun nicht mehr direkt von finanziellen Misserfolgen am Theater bedroht. Unter dem ersten städtischen Kapellmeister Emil Steinbach, wurde die Mainzer Bühne führend in der Interpretation von Richard Wagners Werken. Aber auch im Konzert waren seine Werke zu hören. So konnte am 30. November 1877 in Mainz die erste öffentliche Aufführung der Konzertfassung von Wagners „Siegfried-Idyll“ unter Steinbachs Leitung stattfinden. Die Uraufführung von Hans Pfitzners „Der arme Heinrich“ am 24. März 1895 leitete der Komponist selbst.

### 20. und 21. Jahrhundert
Am 21. Dezember 1906 begann mit der ersten Aufführung der „Salome“ auch die Zeit der intensiven Pflege der Richard Strauss`schen Werke. 1927 hatte „Das schlaue Füchslein“ von Leoš Janáček in Mainz ihre deutsche Erstaufführung. Das Festkonzert zum 100-jährigen Bestehen des Theaters am Gutenbergplatz leitete Hans Knappertsbusch. In den folgenden Jahren waren Dirigenten wie u. a. Karl Schuricht, Erich Kleiber, Rudolf Kempe, Eugen Jochum, Karl Böhm zu Gast. Nachdem das Theater während der Luftangriffe auf Mainz im Zweiten Weltkrieg teilweise zerstört worden war, begann Karl Maria Zwißler das Orchester neu zu formieren. So brachte die Gutenberg-Festwoche 1947 wieder einen ersten Höhepunkt mit einer konzertanten Aufführung von Wagners „Tristan und Isolde“. 1954 folgte die konzertante Aufführung des „Ring des Nibelungen“ von Richard Wagner. Neben eigenen Kräften machten hervorragende Gastsolisten die Aufführungen geradezu legendär. Die Umgestaltung des Theaters zur Staatstheater-GmbH im Jahre 1990 brachte für das Orchester eine nochmalige Verstärkung auf nun 81 Planstellen und die Umbenennung in Philharmonisches Orchester des Staatstheaters Mainz mit sich. 2001 wurde Catherine Rückwardt Generalmusikdirektorin des Orchesters, eine der ersten Frauen in dieser Position an einem Staatstheater.
2003 plante das zuständige Ministerium im Rahmen einer „Strukturreform“ zunächst die Fusion der Orchester in Mainz und Ludwigshafen zu einer „Neuen Staatsphilharmonie“. Dies konnte verhindert werden, doch der Kompromiss sah eine Reduzierung der Stellenzahl in Mainz auf 66 vor und führte 2006 zur Herauslösung der Orchesters aus der Staatstheater-GmbH, das nunmehr als Landesbetrieb und als Philharmonisches Staatsorchester Mainz firmiert.
Seit 2011 ist Hermann Bäumer Chefdirigent des Philharmonischen Staatsorchesters Mainz. 2019 erhielt das Orchester vom Deutschen Musikverleger-Verband die Auszeichnung „Bestes Konzertprogramm der Spielzeit“.

## Konzert-Aktivitäten
Das Philharmonische Staatsorchester Mainz bespielt das Staatstheater Mainz und Ballett Mainz. Pro Spielzeit werden ca. 11 Musiktheaterproduktionen und Ballettproduktionen mit dem Orchester inszeniert (ca. 100 Vorstellungen). Seine Konzerttradition wird jährlich durch etwa 50 Konzerte weitergeführt. Dazu gehören 9 Sinfoniekonzerte, 4 Konzerte für junge Leute, Kinderkonzerte, Sonderkonzerte sowie mehrere Kammerkonzertreihen. Das Orchester betreibt eine eigene Jugendarbeit. Neben dem Instrumentarium der Musikpädagogik (Kinder- und Jugendkonzerte, Probenbesuche, Schulbesuche) zeichnet sich das Mainzer Orchester durch Projekte wie Kulturschule, Opernclub und Orchester-mobil aus.

## CD-Produktionen
- Hans Rott: Sinfonie für Streichorchester As-Dur
- Hans Rott: Streichquartett c-moll
- Hans Rott: Sinfonie Nr. 1 E-Dur
- Friedrich Gernsheim: Sinfonie Nr. 1 g-Moll, Sinfonie Nr. 3 c-Moll

## Orchester Mobil
- Peter und der Wolf, Sinfonisches Märchen op. 76 für Erzähler und Sinfonieorchester von Sergej Prokofjew. Text vom Komponisten. Deutsche Textfassung von Christoph Rueger.
- Nussknacker und Mausekönig, Musik von Pjotr Iljitsch Tschaikowski. Text von Anne do Paço nach dem gleichnamigen Marchen von E. T. A. Hoffmann.
- Ali und der Zauberkrug, ein Märchen über die magische Wirkung der Musik von Enjott Schneider.

## Hofkapellmeister und Chefdirigenten
Die Hofkapellmeister und Chefdirigenten des Philharmonischen Staatsorchesters Mainz:
- 1601–1612 Jan le Febure
- 1612–1642 Gabriel Plautz
- 1642–1649 Christoph Neumann
- 1649–1669 Philipp Friedrich Buchner
- 1669–1691 Paul Baudrechsel
- 1691–1696 Rudolf Danzer
- 1696–1720 Johann Theodor Herold
- 1720–1724 Jakob Zorn
- 1724–1728 Johann Ondracek
- 1728–1735 Joseph Paris Feckler
- 1735–1743 Johann Ondracek
- 1745–1756 Jan Zach
- 1756–1787 Johann Michael Schmid
- 1787–1792 Vincenzo Righini
- 1790–1794 Friedrich August Burgmüller
- 1793–1797 Johann Franz Xaver Sterkel
- 1821–1845 Adolph Ganz
- 1847–1852 Carl Ludwig Fischer
- 1857–1859 Richard Genée
- 1859–1862 Friedrich Marpurg
- 1862–1863 Gustav Schmidt
- 1863–1865 Friedrich Marpurg
- 1869–1875 Reinhold Preumayer
- 1877–1910 Emil Steinbach
- 1910–1925 Albert Gorter
- 1924–1926 Paul Breisach
- 1926–1932 Adolf Kienzl
- 1932–1934 Hans Schwieger
- 1934–1936 Karl Fischer
- 1936–1967 Karl Maria Zwißler
- 1967–1974 Helmut Wessel-Therhorn
- 1974–1977 Dietfried Bernet
- 1978–1990 Mladen Bašić
- 1990–1996 Peter Erckens
- 1996–2001 Stefan Sanderling
- 2001–2011 Catherine Rückwardt
- seit 2011 Hermann Bäumer